# Uiše
Uiše ist eine uratäische Festung, die in Sargons achtem Feldzug (714) erwähnt wird. Er bezeichnet sie als „Große Festung“  birtu rabu von Uaiais, die mächtiger war als alle anderen Festungen Rusas. Sie war von Fruchthainen und Wäldern umgeben. Es gelang Sargon, sie von der Rückseite her einzunehmen.
Uaiais wird in den Annalen des Feldzuges zwischen Aiadi an dem Meer (Urmia-See?) und den Ländern von Nairi und Hubuškia erwähnt.

## Lage
François Thureau-Dangin (1912) setzte dieses Uaiais mit dem aus anderen neuassyrischen Texten bekannten Uiši gleich und lokalisierte es in Bitlis am Vansee.
Zimansky (1985) identifiziert Uiše mit Qalatgah im Uschnu-Tal südwestlich des Urmia-Sees, aus der urartäische Inschriften des 9. Jh. bekannt sind. White Muscarella will Qalatgah  dagegen mit Ulhu gleichsetzen, nach den Annalen eine befestigte Stadt (al dannuti) am Berg Kischpal, und lokalisiert Uiše nördlich davon, in Qaleh Ismael Aga am Nazlu Çay, der in den Urmia-See mündet.